# Despenalización de la homosexualidad en Australia
La despenalización de la homosexualidad en Australia fue un proceso que se llevó a cabo en cada uno de los estados y territorios del país a partir de 1975 en Australia Meridional, y finalizando en 1997 cuando Tasmania eliminó la última legislación del país que castigaba las relaciones homosexuales.

## Historia
Las primeras leyes en Australia se basaron en las leyes vigentes en Gran Bretaña, que se heredaron con la colonización en 1788. El lesbianismo nunca fue ilegal en Gran Bretaña ni en sus colonias, incluida Australia. Las leyes de sodomía, sin embargo, fueron parte de la ley australiana, desde 1788 hasta 1994. El castigo por "sodomía" (en inglés: "buggery") se redujo de ejecución a cadena perpetua en 1899.
El primer estado australiano que despenalizó la homosexualidad fue Australia Meridional. Cuando era Fiscal General de Australia Meridional a mediados de la década de 1960, Don Dunstan fue el primer político australiano que intentó derogar los delitos homosexuales, pero no lo hizo en ese momento debido a una percepción de falta de apoyo público. El asesinato de George Duncan, un profesor de derecho australiano gay en la Universidad de Adelaida, el 10 de mayo de 1972, con la policía acusada de su muerte, cambió las actitudes públicas a favor de la legalización de la homosexualidad. Ese mismo año, el gobierno laborista de Dunstan introdujo un proyecto de ley por Murray Hill, padre del exministro de Defensa Robert Hill en el cual se buscaba despenalizar los actos sexuales entre hombres adultos que consienten. Esta fue una reforma limitada en el sentido de que mantuvo los delitos de homosexualidad, simplemente ofreció una excepción estrecha y no tenía como objetivo lograr la paridad legal de tratamiento, y Hill sostuvo que la homosexualidad no debería recibir aprobación social. En 1975, bajo el mandato de Dunstan, Australia Meridional fue más allá con la Ley de Enmienda del Derecho Penal (Delitos Sexuales) de 1975, y se convirtió en el primer estado o territorio de Australia en ofrecer igualdad ante el derecho penal, derogando los delitos homosexuales, despenalizando la homosexualidad masculina e igualando la edad de consentimiento para las relaciones sexuales a los 17 años.
En mayo de 1975, el ahora desaparecido Consejo Asesor del Territorio de la Capital Australiana aprobó una ordenanza que despenalizó algunos aspectos de la actividad sexual entre hombres y estableció que la edad de consentimiento para las relaciones sexuales homosexuales fuera los 18 años, en lugar de los 16 años para las heterosexuales. sexo. Esto dio lugar a que el Gobierno federal implementara la Ordenanza de Reforma Legal (Comportamiento Sexual) de 1976. No fue hasta diciembre de 1985 que se igualó la edad de consentimiento, con la promulgación de la Ordenanza (Enmienda) sobre Delitos de 1985.
En el estado de Victoria, la sodomía fue un delito desde 1958 hasta diciembre de 1980, cuando el gobierno liberal de Rupert Hamer derogó las leyes estatales sobre sodomía, y la pena de muerte estuvo vigente por sodomía en Victoria hasta 1949. La ley fue aprobada por 72 votos a favor y 7 en contra, y entró en vigor en marzo de 1981. La edad de consentimiento para actos homosexuales se fijó en 18 años. Sin embargo, una cláusula vaga de "solicitud con fines inmorales", insertada por liberales disidentes, hizo que la policía continuara acosando a hombres homosexuales hasta finales de la década de 1980.
El Territorio del Norte se volvió autónomo en 1978 y el Parlamento unicameral del territorio, encabezado por el gobierno conservador del Partido Liberal del País, aprobó la Ley del Código Penal del Territorio de 1983 en octubre de ese mismo año. Este código legalizó algunos actos sexuales homosexuales entre hombres adultos que consienten en privado, aunque impuso una edad de consentimiento de 18 años para tales actos, a diferencia de una edad de 16 años para los actos sexuales heterosexuales. Además, el código prohibía el sexo anal homosexual y actos similares que se realizaran "en público", definidos como aquellos que ocurren en presencia de uno o más observadores. Las leyes de igualación de la edad de consentimiento se lograron mediante la Ley de Reforma Legal (Género, Sexualidad y Relaciones de Facto) de 2003, que entró en vigor en marzo de 2004.
En Nueva Gales del Sur la despenalización de la homosexualidad ocurrió en 1984, cuando el gobierno de Neville Wran presentó, como proyecto de ley de un miembro privado, la Ley (Enmienda) de Delitos de 1984. El proyecto de ley fue apoyado por la ausencia de un voto de conciencia por parte del Partido Laborista, posteriormente fue aprobado con el apoyo de algunos miembros de la oposición, incluido el líder Nick Greiner, el 22 de mayo y fue sancionado el 8 de junio de 1984. Sin embargo, esto se hizo con una edad de consentimiento desigual de 18 años (era de 16 para parejas heterosexuales y lesbianas). No fue hasta mayo de 2003, 19 años después, que el Gobierno de Nueva Gales del Sur igualó la edad de consentimiento a 16 años en virtud de una enmienda a la Ley de Delitos de 1900, siendo Nueva Gales del Sur la penúltima jurisdicción en reformar su ley desigual de edad de consentimiento.
En diciembre de 1989, el Parlamento de Australia Occidental aprobó la Ley de Reforma Legal (Despenalización de la Sodomía) de 1989, que despenalizó los actos sexuales privados entre dos personas del mismo sexo y entró en vigor en marzo de 1990. Sin embargo, la ley era una de las leyes más estrictas para los homosexuales en Australia, ya que hizo que la edad de consentimiento para actos sexuales homosexuales entre hombres fuera de 21 años, al tiempo que redujo la edad de consentimiento heterosexual a 16. La ley también creó nuevos delitos orientados a la homosexualidad en la ley estatal, incluido el de tipificar como delito una persona para "...promover o alentar el comportamiento homosexual como parte de la enseñanza en cualquier institución de educación primaria o secundaria..." o hacer políticas públicas con respecto a la promoción indefinida del comportamiento homosexual. Las personas LGBT en Australia Occidental lograron la igualación de las edades de consentimiento en 2002 mediante la Ley de Enmienda (Reforma de la Ley de Gays y Lesbianas) de 2002, que también derogó las leyes con respecto a la promoción del comportamiento homosexual en las políticas públicas y en las instituciones educativas.
Tras la victoria en las elecciones estatales de Queensland de 1989, el nuevo gobierno encabezado por Wayne Goss emprendió la propuesta de revisión de la legalidad de la homosexualidad. Esa revisión recomendó que los delitos homosexuales fueran eliminados del Código Penal del estado y que la edad de consentimiento para la conducta privada consensuada fuera de 16 años tanto para la conducta homosexual como para la heterosexual. El gobierno de Goss implementó en gran medida los cambios en el Código Penal y la Ley de Enmienda de Otra Ley de 1990, que fue aprobada por el parlamento el 28 de noviembre de 1990 y recibió la aprobación real el 7 de diciembre de 1990. El Partido Nacional se opuso firmemente a la despenalización en ese momento, pero finalmente no lograron impedir su aprobación. La derogación de los delitos contra la homosexualidad entró en vigor tras su proclamación el 19 de enero de 1991.

### CasoToonen contra Australiay despenalización en Tasmania
La repetida negativa del Parlamento de Tasmania a aprobar leyes que despenalizan los actos sexuales privados entre personas del mismo sexo tuvo como resultado que el residente local Nicholas Toonen presentara una denuncia de derechos humanos ante el Comité de Derechos Humanos de las Naciones Unidas (CDHNU), que falló a favor de Toonen el 31 de marzo de 1994. El Comité señaló que "la penalización de las prácticas homosexuales no puede considerarse un medio razonable o una medida proporcionada para lograr el objetivo de prevenir la propagación del VIH/SIDA", señalando además que "el Gobierno australiano observa que los estatutos que penalizan la actividad homosexual tienden a impedir los programas de salud pública al ocultar a muchos de las personas en riesgo de infección". Activistas homosexuales y Amnistía Internacional también montaron una campaña a favor de la reforma, incluidas manifestaciones en el estado y en otros lugares, reuniones entre personas LGBTI de Tasmania y grupos comunitarios en todo el estado y hombres homosexuales que informaron a la policía sobre sus actividades consensuales entonces ilegales para ilustrar que el las leyes eran inaplicables, dado que la policía no los procesaría porque no era de interés público.
Aunque la decisión del CDHNU del 31 de marzo de 1994 pidió efectivamente al gobierno federal de Paul Keating que revocara las leyes contra la homosexualidad de Tasmania, Keating y su fiscal general Michael Lavarch actuaron inicialmente con lentitud, considerándolo un tema de baja prioridad. La criminalización continua dio lugar a una petición firmada por 12 000 personas y a una campaña de boicot denominada "Compre Bien" (en inglés: "Buy Right") dirigida al turismo y los productos agrícolas de Tasmania hasta que se derogaran las leyes.
Cuatro meses después de la decisión del CDHNU y después de no poder persuadir al gobierno de Tasmania para que derogara las leyes infractoras, el gobierno de Keating aprobó la Ley de Derechos Humanos (Conducta Sexual) de 1994, cuyo artículo 4 legaliza la actividad sexual consentida entre adultos en toda Australia y prohíbe cualquier ley que interfiera arbitrariamente con la conducta sexual de adultos en privado. Lavarch afirmó que la ley de Tasmania era "una disposición penal desagradable que no existe en ningún otro lugar de Australia y es incompatible con las obligaciones de derechos humanos de Australia".
Los miembros de la derecha católica del Partido Laborista Australiano inicialmente se opusieron a la legislación federal, pero finalmente aceptaron apoyar su aprobación, mientras que el tema dividió a la Coalición de oposición, con muchos miembros ejerciendo su conciencia votando en contra y reemplazando a su líder relativamente progresista Alexander Downer por el más el conservador John Howard. Esta ley no invalidó directamente la ley de Tasmania, ya que el gobierno de Keating prefirió evitar un desafío por parte de los estados conservadores sobre los derechos de los estados y, en cambio, confiar en el Tribunal Supremo para revocar indirectamente la ley de Tasmania. Este enfoque fue criticado por activistas y académicos por abdicar de la responsabilidad política de los legisladores por un tema incómodo para los tribunales.
El 14 de noviembre de 1995, Nick Toonen y su entonces socio Rodney Croome solicitaron al Tribunal Supremo de Australia que dictaminara que las leyes contra los homosexuales de Tasmania estaban constitucionalmente anuladas por la Ley de Derechos Humanos (Conducta Sexual) de 1994 y, por lo tanto, no eran válidas. El caso fue tomado por Alan Goldberg, quien brindó sus servicios pro bono después de que a Croome y Toonen se les negara asistencia legal para montar el caso a pesar de cumplir con los criterios para la financiación como un caso de prueba de interés público.
En 1996, el gobierno estatal de Tony Rundle (liberal) cambió su posición sobre la reforma de la ley gay de una oposición frontal a permitir un voto de conciencia después de fracasar en sus intentos de anular el asunto del Tribunal Supremo y en medio de un creciente apoyo local a la reforma. Los Verdes de Tasmania, bajo el mando de Christine Milne, comenzaron a presionar vigorosamente para lograr una reforma legal. Como resultado de estos cambios, el 1 de mayo de 1997, el Consejo Legislativo de Tasmania aprobó por un voto una ley que derogaba formalmente las leyes contra la homosexualidad. La edad de consentimiento en Tasmania es de 17 años y es igual para todas las formas de actividad sexual.